# Пунтаренас (провінція)
Пунтаренас (ісп. Puntarenas ісп. вимова: [puntaˈɾenas]) — провінція Коста-Рики, розташована на заході країни уздовж узбережжя Тихого океану. Межує з провінціями Гуанакасте, Алахуела, Сан-Хосе, Лимон та з Панамою. Столиця — місто Пунтаренас. Площа — 11 266 км², населення — 357 483 (2000). Провінція поділена на 11 кантонів. Також адміністративно до провінції належить Кокосовий острів, розташований в Тихому океані за 550 км на захід від неї. На території провінції знаходяться кілька відомих туристичних пам'яток, зокрема містечка Монтесума і Монтеверде та національні парки Мануель-Антоніо, Корковадо і Маріно-Бальєно.

## Кантони та їх адміністративні центри (в дужках)
Провінція розділена на 11 кантонів:
1. Аґірре (Куепос)
2. Буенос-Айрес (Буенос-Айрес)
3. Корредорес (Сьюдад-Нейлі)
4. Кото-Брус (Сан-Віто)
5. Еспарса (Еспарса)
6. Ґарабіто (Хако)
7. Гольфіто (Гольфіто)
8. Монтес-де-Оро (Мірамар)
9. Оса (Сьюдад-Кортес)
10. Парріта (Парріта)
11. Пунтаренас (Пунтаренас)